# Jan Wouter van Oosterzee
Jan Wouter van Oosterzee (Rotterdam, 24 maart 1845 - Nijmegen, 17 oktober 1917) was een Nederlands rijksambtenaar. 
Jan Wouter van Oosterzee was lid van de familie Van Oosterzee die is opgenomen in het genealogische naslagwerk Nederland's Patriciaat; zoon van Mattheus Henrik van Oosterzee (1792-1856), advocaat  en oprichter van de 'Algemeene Brandwaarborg Maatschappij' te Rotterdam, en Johanna Geertruida Adriana Gillissen (1811-1874). 
Hij promoveerde 20 maart 1869 te Leiden tot meester in beide rechten. Hij was ambtenaar bij het Openbaar Ministerie te Noordwijk, griffier aldaar (1871-1874), en was rechter te Appingedam (1875), te Alkmaar (1876), en bij de Arrondissementsrechtbank te Rotterdam (1880), en te Den Haag (1885-1898). Vervolgens was hij procureur-generaal in Suriname (1898-1903). In 1899 was hij waarnemend gouverneur van Suriname tijdens het verlof van gouverneur Warmolt Tonckens.